# Oblast Nowosibirsk
Koordinaten: 55° 15′ N, 80° 3′ O
Die Oblast Nowosibirsk (russisch Новосибирская область/ Nowosibirskaja oblast) ist eine Oblast in Russland.

## Geographie
Die Oblast liegt im Süden des Westsibirischen Tieflands zwischen den Flüssen Irtysch und Ob. Die Landschaft ist meistens flach und steigt nur im Südosten etwas an. Viele Seen liegen in diesem Gebiet, der größte ist der Tschanysee. Die Oblast grenzt im Norden an die Oblast Tomsk, im Osten an die Oblast Kemerowo, im Süden an die Region Altai, im Südwesten an Kasachstan und im Westen an die Oblast Omsk.

## Geschichte und Infrastruktur
Die russische Besiedlung begann im späten 17. Jahrhundert. Bis zum Bau der Transsibirischen Eisenbahn war Nowosibirsk nur ein kleines Dorf, das danach jedoch schnell zu einer bedeutenden Großstadt heranwuchs. Mit Eisenbahn, Flughäfen und Binnenschifffahrt besitzt die Oblast eine sehr gute Verkehrsanbindung. Speziell in der Hauptstadt gibt es eine gut entwickelte, vielfältige Industrie.

## Bevölkerung
Bei den russischen Volkszählungen in den Jahren 2002 und 2010 gab es eine Bevölkerungszahl von 2.692.251 respektive 2.665.911 Bewohnern. Somit sank die Einwohnerzahl in diesen acht Jahren um 26.340 Personen (−0,98 %). In Städten wohnten 2010 2.059.914 Menschen. Dies entspricht 77,27 % der Bevölkerung (in Russland 73 %). Bis zum 1. Januar 2014 stieg die Einwohnerschaft dagegen wieder auf 2.731.176 Menschen. Die Verteilung der verschiedenen Volksgruppen sah folgendermaßen aus:
| Nationalität    | VZ 1989   | Prozent | VZ 2002   | Prozent | VZ 2010   | Prozent |
| --------------- | --------- | ------- | --------- | ------- | --------- | ------- |
| Russen          | 2.556.934 | 92,02   | 2.504.147 | 93,01   | 2.365.845 | 88,74   |
| Deutsche        | 61.479    | 2,21    | 47.275    | 1,76    | 30.924    | 1,16    |
| Tataren         | 29.428    | 1,06    | 27.874    | 1,04    | 24.158    | 0,91    |
| Ukrainer        | 51.027    | 1,84    | 33.793    | 1,26    | 22.098    | 0,83    |
| Usbeken         | 2.179     | 0,08    | 2.047     | 0,08    | 12.655    | 0,47    |
| Kasachen        | 12.322    | 0,44    | 11.691    | 0,43    | 10.705    | 0,40    |
| Tadschiken      | 714       | 0,03    | 2.784     | 0,10    | 10.054    | 0,38    |
| Armenier        | 2.333     | 0,08    | 7.850     | 0,29    | 9.508     | 0,36    |
| Aserbaidschaner | 3.627     | 0,13    | 7.366     | 0,27    | 8.008     | 0,30    |
| Kirgisen        | 1.149     | 0,04    | 1.423     | 0,05    | 6.506     | 0,24    |
| Belarussen      | 13.138    | 0,47    | 8.380     | 0,31    | 5.382     | 0,20    |
| Einwohner       | 2.778.724 | 100,00  | 2.692.251 | 100,00  | 2.665.911 | 100,00  |

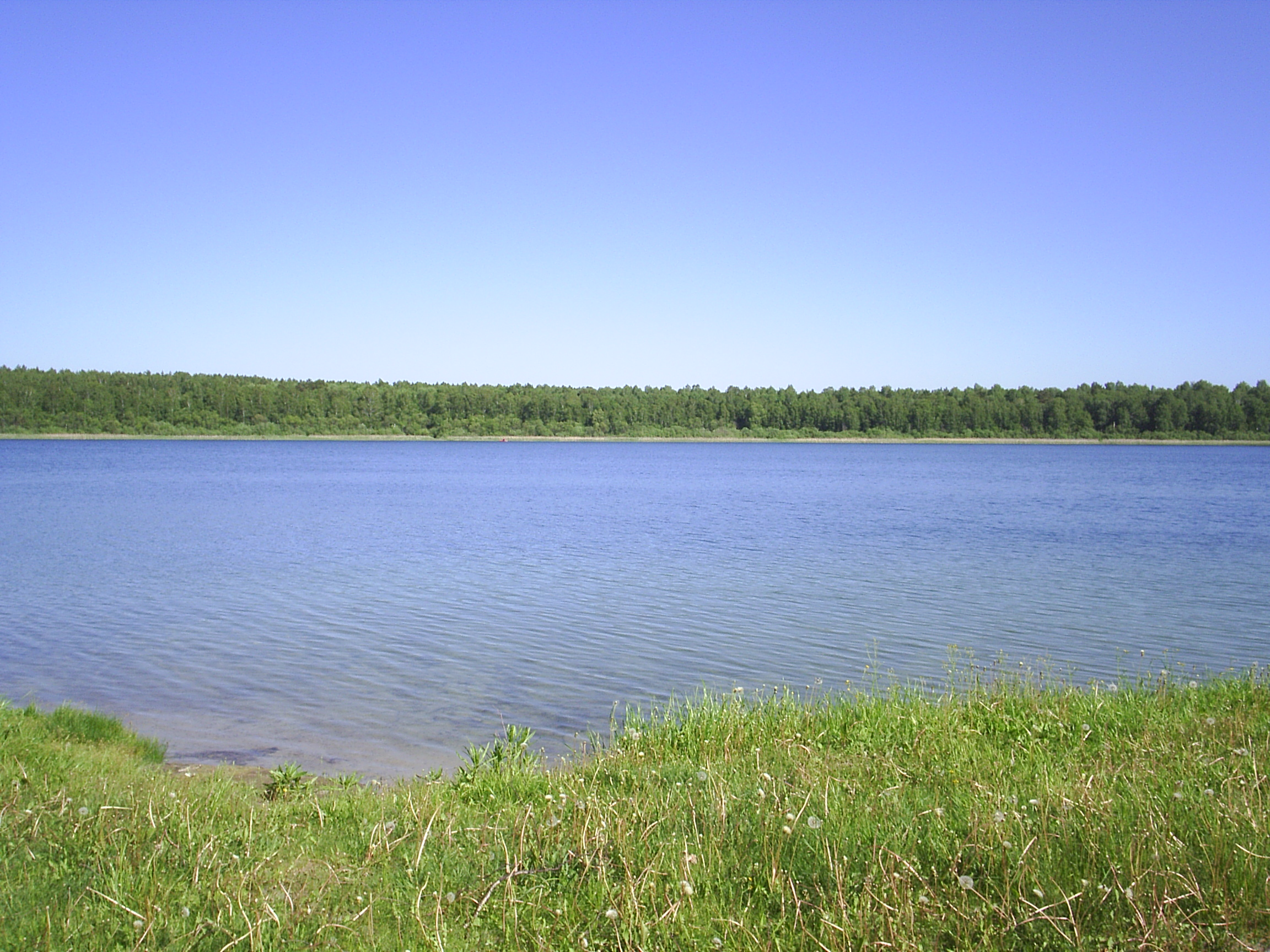
Landschaft in der Oblast Nowosibirsk (Danilowo-See)

Anmerkung: die Anteile beziehen sich auf Gesamtzahl der Einwohner. Also mitsamt dem Personenkreis, der keine Angaben zu seiner ethnischen Zugehörigkeit gemacht hat (2002 396 resp. 2010 124.859 Personen)
Die Bevölkerung des Gebiets besteht zu über 90 % aus Russen. Die Russlanddeutschen, Tataren und Ukrainer sind die bedeutendsten ethnischen Minderheiten in der Oblast Nowosibirsk. Ihre Zahl – wie auch die Anzahl der Kasachen und Belarussen – sinkt allerdings stark. Aus dem Transkaukasus und Zentralasien dagegen sind seit dem Ende der Sowjetunion Tausende Menschen zugewandert. 

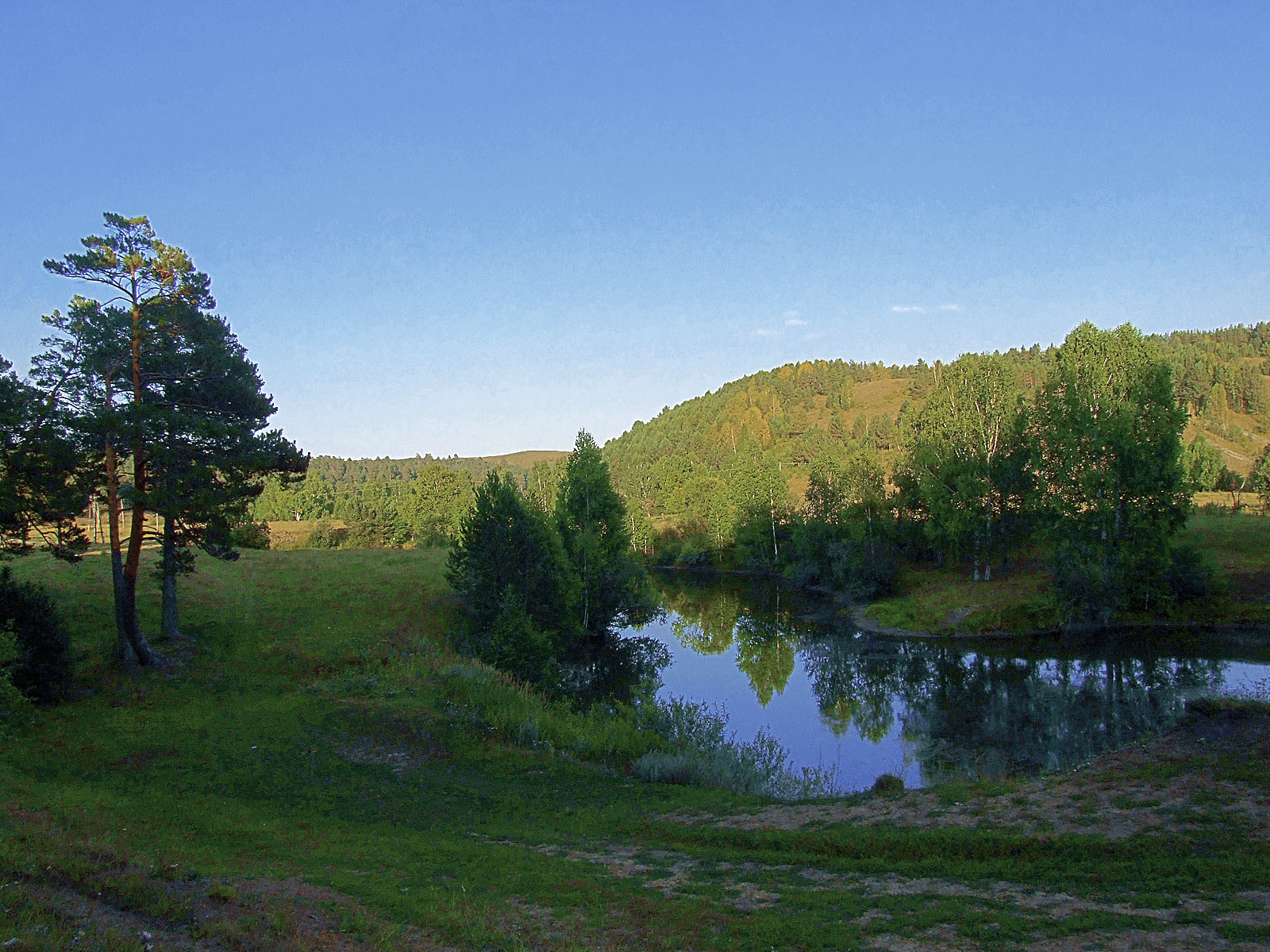
Im Salair

## Verwaltungsgliederung und größte Ortschaften
Die Oblast Nowosibirsk gliedert sich in 30 Rajons und 5 Stadtkreise.
Als nächstgrößte Städte folgen dem Verwaltungszentrum der Oblast, der Millionenstadt Nowosibirsk, mit großem Abstand Berdsk, Iskitim, Kuibyschew und Barabinsk. Insgesamt gibt es in der Oblast 14 Städte und 17 Siedlungen städtischen Typs.
| Name        | Russischer Name | Einwohner 14. Oktober 2010 |
| ----------- | --------------- | -------------------------- |
| Nowosibirsk | Новосибирск     | 1.473.754                  |
| Berdsk      | Бердск          | 97.296                     |
| Iskitim     | Искитим         | 60.078                     |
| Kuibyschew  | Куйбышев        | 45.299                     |
| Barabinsk   | Барабинск       | 30.394                     |

## Religion
Katholische Pfarreien bestehen in Nowosibirsk (drei Pfarreien), Berdsk, Kuibyschew, Polowinnoje und Krasnosjorskoje.